# Orientierungslauf-Weltcup 2016
Der Orientierungslauf-Weltcup 2016 ist die 22. Auflage der internationalen Wettkampfserie im Orientierungslauf.
Ausgetragen wird er in vier Runden in Tschechien, Polen, Schweden und in der Schweiz.

## Austragungsorte
| Runde | Wettkampf | Datum           | Austragungsort  | Wettbewerb | Bemerkung             |
| ----- | --------- | --------------- | --------------- | ---------- | --------------------- |
| 1     |           | 21.–28. Mai     | Jeseník         |            | Europameisterschaften |
| 2     |           | 10.–12. Juni    | Breslau         |            |                       |
| 3     |           | 20.–28. August  | Strömstad/Tanum |            | Weltmeisterschaften   |
| 4     |           | 14.–16. Oktober | Aarau           |            | Weltcup-Finale        |